# Ralf Loose
Ralf Loose (Dortmund, 5 gennaio 1963) è un allenatore di calcio ed ex calciatore tedesco, di ruolo difensore.

## Carriera
Nella sua carriera di giocatore ha ricoperto il ruolo di terzino fra il 1981 ed il 1986 nel Borussia Dortmund, e per una stagione con il Rot-Weiß Oberhausen. Fra il 1987 ed il 1994 ha vestito la maglia del Fortuna Düsseldorf. È anche stato capitano della  Nazionale Under 21.
Passato in panchina, fra il 1996 ed il 1998 Loose è stato l'allenatore della Nazionale del Liechtenstein Under-18, dopodiché è stato scelto per guidare la nazionale maggiore, ruolo che ha ricoperto fino al 29 luglio 2003.
Il 1º luglio 2004 è diventato allenatore di una squadra regionale, lo Sportfreunde Siegen. 
Dopo una breve esperienza al San Gallo rientra allo Sportfreunde Siegen; quindi rimpiazza Rainer Hörgl all'Augusta nell'ottobre 2007. Loose viene licenziato nell'aprile 2008 dopo una stagione scialba vissuta in fondo alla classifica. Nell'aprile 2011 viene ingaggiato dalla Dinamo Dresda.

## Palmarès

### Giocatore

#### Club
- 2. Fußball-Bundesliga: 1

Fortuna Dusseldorf: 1988-1989

#### Nazionale
- Campionato mondiale Under-20: 1

Australia 1981
- Scarpa d'oro del campionato del mondo Under-20: 1

Australia 1981 (4 gol)